# North Elmham
North Elmham est un petit village et une paroisse civile du Norfolk, en Angleterre. Il est situé à 8 km au nord de la ville de Dereham, sur les berges de la Wensum (en), un affluent de la Yare. Administrativement, il relève du district de Breckland. Au recensement de 2011, il comptait 1 433 habitants.
Au haut Moyen Âge, North Elmham était le siège des évêques d'Est-Anglie. Le village abrite les ruines de la cathédrale, abandonnée lorsque l'évêque Herfast déplace le siège épiscopal à Thetford dans les années 1070. Le vaste cimetière anglo-saxon de Spong Hill a également été découvert près de North Elmham.

## Personnalités liées
- L'acteur John Mills (1908-2005) est né à North Elmham.